# Lisipo
Lisipo (griego antiguo Λύσιππος, Sición, Peloponeso, c. 390 a. C.-c. 318 a. C.) fue un escultor clásico griego. Lisipo, Escopas y Praxíteles están considerados los tres grandes escultores de la segunda fase del clasicismo (siglo IV a. C.), época de transición entre la era griega clásica y el helenismo. Al estudioso de su obra se le plantean una serie de problemas de método: el amplio taller de Lisipo, la demanda de reproducciones de su obra aún en vida y más tarde entre los aficionados helenísticos y romanos, el número de discípulos directamente en su círculo y la supervivencia de sus obras solo en copias. Además fue el reformador del canon de Policleto y gran innovador con respecto a los convencionalismos heredados.

## Biografía
Nació en Sición alrededor del año 390 a. C. Trabajador del bronce en su juventud, aprendió por sí mismo el arte de la escultura, y más tarde se convirtió en líder de la escuela de Argon y Sición. 
Vivió en la época de esplendor de Alejandro Magno, de quien fue el artista predilecto y retratista oficial. Lo ha retratado en muchas ocasiones en numerosas obras hoy dispersas. La descripción de alguna de ellas ha llegado hasta nuestros días a través de los escritos de los historiadores y filósofos griegos. 

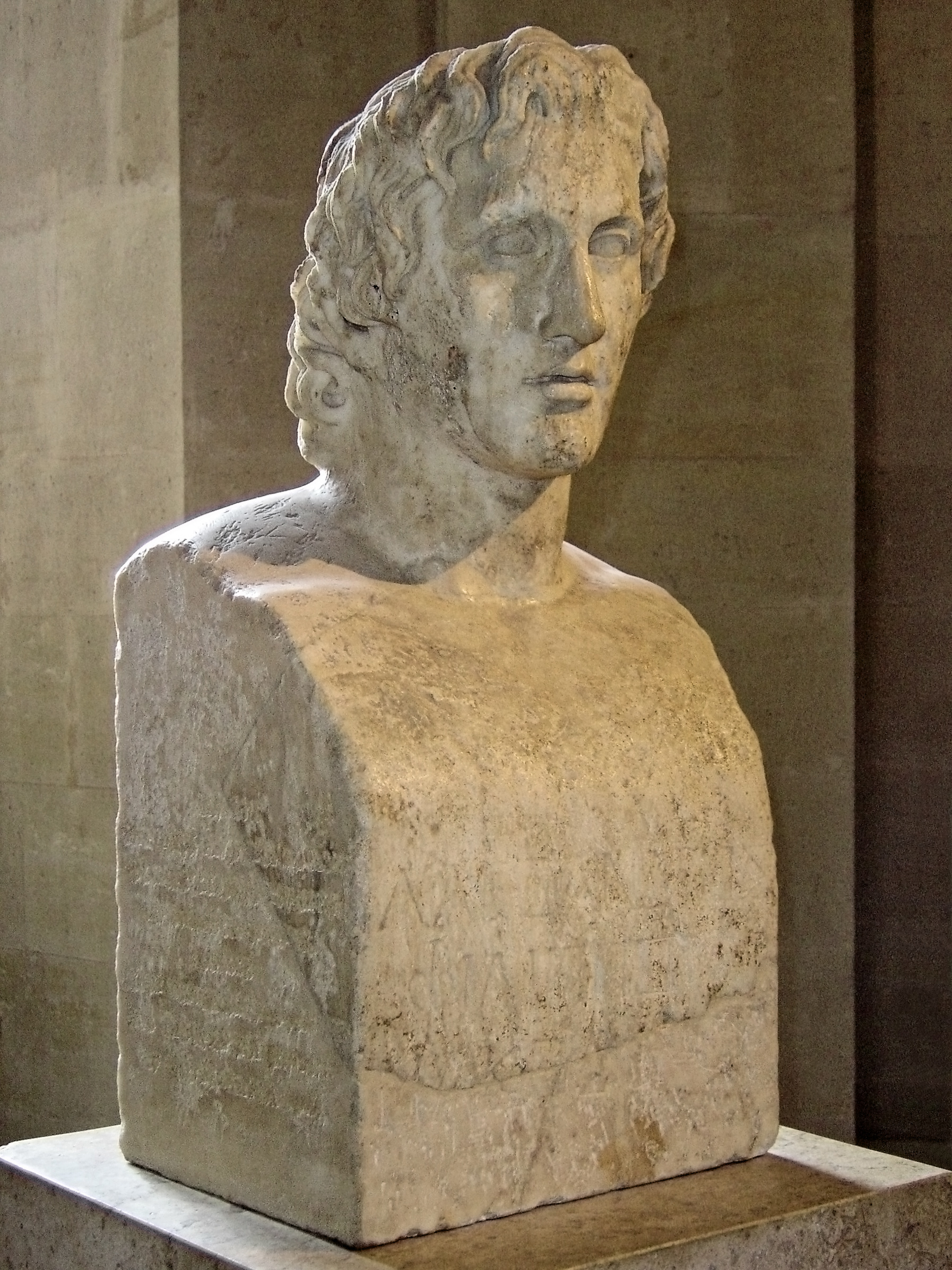
Busto de Alejandro Magno, mármol romano que copia un original de Lisipo (Museo del Louvre).

En particular, Lisipo retrató a Alejandro en el acto y con el gesto bravo de cazar un león, en combate y en varias posturas heroicas, y a veces en poses divinizadas. Un epigrama recientemente descubierto de Posidipo de Pela, en la antología representada en el papiro de Milán, fue inspirada por un retrato en bronce de Alejandro:
Lisipo, escultor de Sición, mano osada, artesano aprendido,
tu estatua de bronce tiene la mirada de fuego en sus ojos,
esa que hiciste en la forma de Alejandro. Los persas no merecen reproches. Hemos de perdonar a las ovejas que huyen ante un león.
Se debe a Lisipo la representación típica de Alejandro como una figura inspirada, endiosada, con el pelo revuelto, los labios entreabiertos y mirando hacia arriba; un buen ejemplo, una copia romana de la época imperial que se encontró en Tivoli, y se conserva en el Museo del Louvre.
Trabajó en Sicione, Olimpia, Corinto, Rodas, Delfos, Atenas, Roma y Tarento.
Para sus contemporáneos, se le consideraba el sucesor del famoso escultor Policleto. Destacaban su gracia y elegancia, la simetría o coherente equilibrio de sus figuras, con cabezas más pequeñas que el canon de Policleto, lo que daba la impresión de mayor altura. Era famoso por la atención que prestaba a los detalles de las pestañas y las uñas de los pies.

## La producción
Lisipo fue muy prolífico. La tradición habla, a propósito de sus obras, de una enorme producción, estimada por algunas fuentes en cerca de 1500 estatuas (dice Plinio el Viejo), la mayor parte de las cuales se realizaron en bronce. Muchas son las estatuas de los atletas vencedores en las Olimpiadas griegas de Olimpia, y se tiene noticia de numerosas cuadrigas en mármol y en bronce. En los últimos años de su vida, erige en Tarento una estatua alta de cerca de 17 metros de Zeus, representado en posición erecta junto a una pilastra con un águila y en el acto de lanzar rayos. 
De esta inmensa labor, no ha llegado hasta nuestros días ningún original, sino solo copias romanas.

## Apoxiómeno

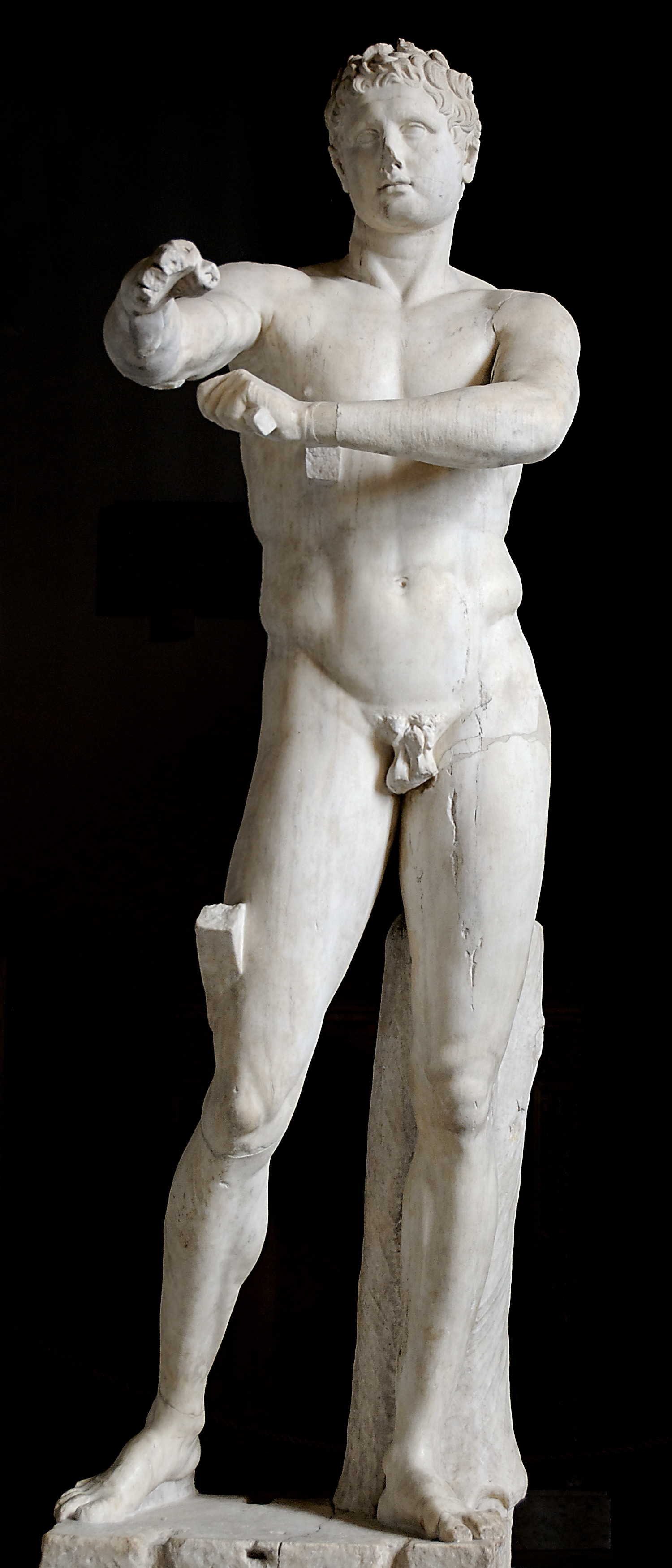
Apoxiómeno

Su obra más importante es el Apoxyómeno, del que se conserva una copia romana en mármol, mientras que el original era de bronce. Representa a un joven atleta griego en una posición vulgar. Se está quitando la arena pegada a su cuerpo debido al sudor con un estrígil, instrumento de la época, de metal, hierro o bronce (que los romanos llamaban strigilis), que solo usaban los hombres y, principalmente, los atletas: parecido a un rascador, se utilizaba para limpiarse el polvo, sudor y el aceite en exceso que se extendía por la piel antes de los concursos. Es de esbeltas proporciones y presenta un cuerpo flexible.
Las termas de Agripa estaban decoradas con dos estatuas de Lisipo; la del Apoxiomenos y la de un león yacente.
La obra se conserva en el Museo Pío-Clementino, en la Ciudad del Vaticano.

## La renovación artística y de la perspectiva
Lisipo, junto con Praxíteles, Escopas, y Apeles, fue uno de los protagonistas absolutos del arte del tardío periodo clásico griego.
Con Lisipo la escultura se estiliza, pues alarga el canon de las esculturas y destaca la individualización realista en los retratos. En efecto, uno de sus mayores méritos, fue el de modificar y renovar, en primer lugar, el canon de proporción para la representación del cuerpo humano, que anteriormente se había fijado por Policleto, en relación 1:7. Lisipo revisó el canon aumentándolo a siete cabezas y media. 
Además, creó una nueva escuela de escultura, la del retrato fisonómico e individual que, reproduciendo el aspecto exterior del sujeto, sugiere también las implicaciones psicológicas y emotivas. Su renovación partía, sin embargo, de la tradición griega.
Su obra es una síntesis de la charis de Praxíteles y del pathos de Escopas. Fue maestro de muchos escultores del helenismo. 
Lisipo fue, quizá más que otros, excepcionalmente valiente en la producción volumétrica de la figura, imprimendo un giro aún más significativo, en el tránsito del arte clásico a la época helenística.
La genialidad de Lisipo lo llevó a abrir nuevos caminos en la escultura de la época. Fue el primero en intuir la posibilidad de modelar la estatua, en función de un punto de vista circular, de 360 grados, y no desde la perspectiva de un solo punto de vista, fijo, como se había trabajado hasta entonces lo que, en términos de puesta en escena, adormecía a la figura, haciéndola perder fuerza, expresión y vitalidad. Sus intuiciones lo impusieron como el escultor más completo y moderno de su época, pudiendo así controlar la forma de su obra, en cada posible perspectiva y ángulo de visión.
La conquista de la armonía figurativa en el espacio, en una circularidad todo alrededor. Fue sobre todo gracias a esto, que pudo, primero imaginar, y luego pudo realizar, aquellas obras de grandes efectos escénicos y de gran impacto visual, estético y monumental. Para estas características, fue para el arte de la época helenística, un punto de referencia seguro, un faro.
Con el equilibrio justo entre las proporciones y la posición del cuerpo, derivó vida y elegancia para sus estatuas. Sus intuiciones transmitieron una enseñanza que tendría entonces una continuidad constante, numerosa y de valor seguro, en los siglos posteriores.
El helenismo se caracterizó principalmente por el cambio de los cánones de belleza estética, unido al sentido del movimiento de la figura, propio de todas las obras que lo consiguieron. 
Las intuiciones de Lisipo, y sus estudios sobre la figura humana en el campo de la escultura, fueron seguidos por otra gran personalidad artística griega, el pintor Apeles.
Su alumno, Cares de Lindos, construyó el Coloso de Rodas, una de las siete antiguas maravillas del mundo. Puesto que se trata de una estatua que hoy ya no existe, continua debatiéndose si estaba fundida en bronce o recubierta de una lámina de bronce.
Otros discípulos fueron Eutíquides de Sición, y sus tres hijos, especialmente Eutícrates.

## La figura femenina

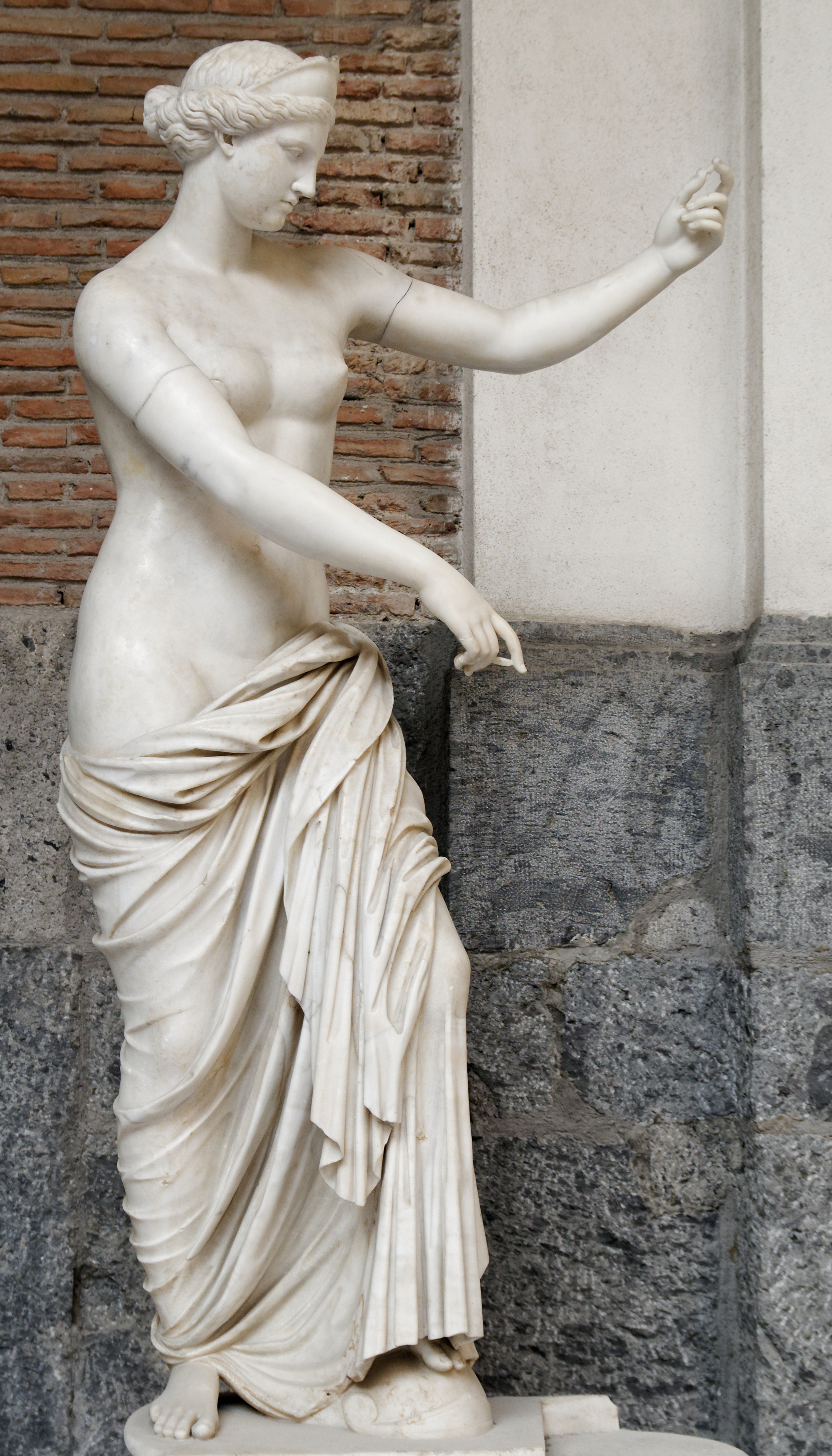
Venus de Capua, Museo Arqueológico Nacional, Nápoles.

El descubrimiento de muchas estatuas y estatuillas en bronce, o en mármol, que representan a Afrodita (Venus), diosa del amor, muestra que en periodo helenístico se utilizó con mucha frecuencia la figura femenina como sujeto artístico.
Un aporte de la labor artística de Lisipo es la representación de los dioses como seres palpables y con gestos más humanos.
Lisipo tenía un hermano, Lisistrato, también escultor, el cual renovó, con intención realista, el arte del retrato.
Ya en el arte helenístico, la innovación de las ideas introducidas por Lisipo y otros como Praxíteles, Escopas o Apeles, llevó a una exasperación de los temas y sujetos a esculpir.
Se hicieron de hecho estatuas, obras, con sujetos que, a veces, se podrían considerar desagradables, porque se había asimilado por todos la idea de que el autor, el artista, es quien triunfa con su valentía, su talento y su genio, a dar belleza, vitalidad y fascinación a la obra y no la belleza del sujeto a condicionar al artista en la producción de la obra.
Un ejemplo que ha llegado a nosotros es la copia romana de una estatua griega de aquel periodo: una señora anciana y fea, y a pesar de ello interpretada de manera bellísima en su aspecto emotivo y psicológico que el escultor supo obtener del mármol.
El maestro y fundador de esta revolucionaria teoría fue Lisipo, que intuyó cómo la belleza de una obra de arte, es relativa. Hay una belleza estética del sujeto, pero es fundamentalmente la valentía del artista que la representa e interpreta la que imprime el carácter de obra artística.
No hay otro ejemplo mejor que la escultura de Hércules del propio Lisipo, representado en el esfuerzo de expresar toda la fuerza y toda la energía encerrada en su masa muscular exasperada, enorme, de una belleza y una fascinación únicas que emana de la plasticidad y de la vivacidad de la figura, en el gesto atlético.

## Obra

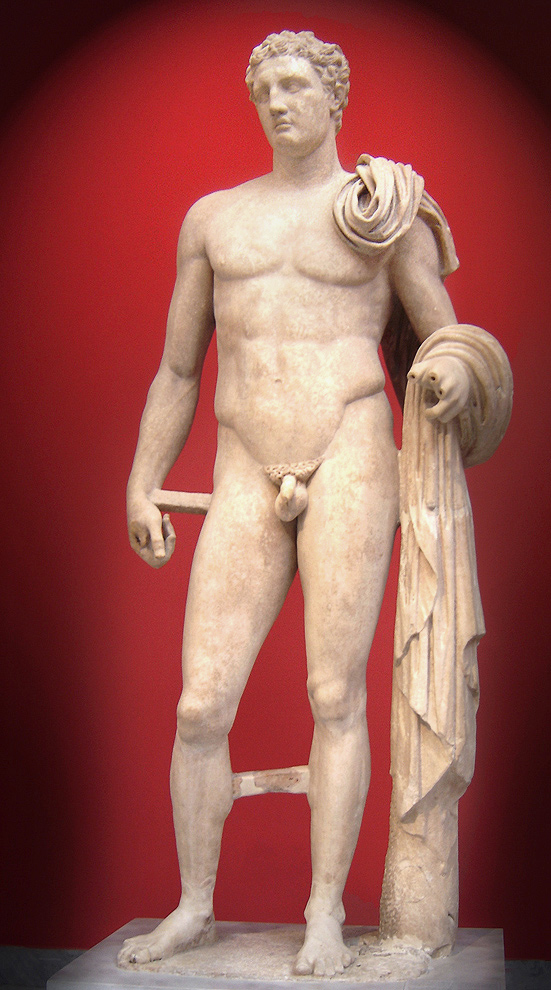
Hermes de Atalante, Museo Arqueológico Nacional de Atenas.

- Apoxiómeno, copia romana en mármol, h. 200 cm. El original era de bronce, 330 a. C. - 320 a. C., Museo Pío-Clementino, Ciudad del Vaticano.
- Eros tensando el arco. Hay varias copias, una está en el Museo Capitolino de Roma; otra, en el Museo Británico.
- Hermes Landsdowne
- Hércules Farnesio, copia en mármol de Glycon Ateniese, del original en bronce de h. 320 a. C., unos 317 cm.; originalmente estuvo en las termas de Caracalla, aunque la copia en mármol que se conserva se encuentra en el Museo Arqueológico Nacional de Nápoles.
- Alejandro con lanza
- Hermes en reposo - (Bronce, h. 105 cm., 330 a. C. - 320 a. C., Nápoles, Museo Arqueológico Nacional.)
- Sileno y Dioniso - (Museos Vaticanos.)
- Agias, conocido a través de una copia de mármol que se encontró y se conserva en el Museo de Delfos.
- Ares Ludovisi - (Roma, - Museo Nacional Romano - Palacio Altemps.)
- Sócrates - (Busto en mármol que retrata al filósofo Sócrates y se le atribuye a Lisipo)
- los llamados Caballos de san Marcos.
- El servidor de aceite, en Dresde y Múnich.

### En inglés
- Gardner, P. 1905. ‘The Apoxymenos of Lysippos’, JHS 25:234-59.
- Serwint, N. 1996. ‘Lysippos’, en The Dictionary of Art vol. 19: 852–54.
- Stewart, A.F. 1983. ‘Lysippos and Hellenistic sculpture’, AJA 87:262.
- Vermeule, C.C. 1975. ‘The weary Herakles of Lysippos’, AJA 79:323–32.
- El contenido de este artículo incorpora material de una entrada de la Enciclopedia Libre Universal, publicada en español bajo la licencia Creative Commons Compartir-Igual 3.0.

- Datos: Q192222
- Multimedia: Lysippos / Q192222